# アストロフィジカルジャーナル
『アストロフィジカルジャーナル』 (英語: The Astrophysical Journal, ApJ) とは、天文学と天体物理学を扱う査読制度付き学術雑誌である。1895年にアメリカ合衆国の天文学者ジョージ・E・ヘールとジェームズ・エドワード・キーラーによって創刊された。500ページの厚さの号を一か月に3冊ほど発行していたが、2015年からは紙媒体を廃止して電子雑誌のみの発行となった。
1953年以降は、アストロフィジカルジャーナル本体の補足として長い論文を掲載する『アストロフィジカルジャーナル・サプリメントシリーズ』（The Astrophysical Journal Supplement Series, ApJS）が出版されている。これは2ヶ月に1巻のペースで刊行され、それぞれの巻は280ページの号2つから成り立っている。この他に、研究者の間で迅速な意見交換を行うために、『アストロフィジカルジャーナル・レターズ』（The Astrophysical Journal Letters, ApJL）が発行されている。
出版は英国物理学会出版局がアメリカ天文学会に代わって行っている。かつてはシカゴ大学出版局から刊行されていたが、2009年1月に現在の出版局に移された。変更の理由は、シカゴ大学出版局の増加する財政需要のためである。2008年には同学会の別の学術雑誌アストロノミカルジャーナルが英国物理学会出版局に移されており、アストロフィジカルジャーナルの移管はこれに続くものだった。他の科学分野の学術雑誌と比較すると高い論文採択率 (> 85%) であるが、これは天文学や天体物理学を扱う他の学術雑誌も同様である。

## 主要な編集者
以下には編集長を務めた人物を挙げる。
- ジョージ・ヘール (1895-1892)
- エドウィン・フロスト（英語版） (1902-1932)
- エドウィン・ハッブル (1932-1952)
- スブラマニアン・チャンドラセカール (1952-1971)
- Helmut Abt (1971-1999)
- ロバート・ケニカット（英語版） (1999-2006)
- イーサン・ヴィスニアック (2006-現在)